# Pardosa uncata
Pardosa uncata este o specie de păianjeni din genul Pardosa, familia Lycosidae. A fost descrisă pentru prima dată de Thorell, 1877. Conform Catalogue of Life specia Pardosa uncata nu are subspecii cunoscute.